# Hans von Rosen
Hans Robert von Rosen (Norsholm, 8 de agosto de 1888 - 2 de setembro de 1952) foi um adestrador, nobre e oficial sueco, bicampeão olímpico. 

## Carreira
Hans von Rosen representou seu país nos Jogos Olímpicos de 1912 e 1920, na qual conquistou a medalha de ouro nos saltos por equipes em 1912 e 1920 e bronze no adestramento individual em 1912. 